# Ranunculus brotherusii
Ranunculus brotherusii Freyn – gatunek rośliny z rodziny jaskrowatych (Ranunculaceae Juss.). Występuje naturalnie w Pakistanie, północnych Indiach, w Nepalu oraz południowo-zachodniej części Chin. 

## Morfologia
PokrójBylina o lekko owłosionych pędach. Dorasta do 3–12 cm wysokości.
LiścieSą trójdzielne. Mają owalnie okrągły lub pięciokątny kształt. Nasada liścia ma sercowato ucięty kształt. Ogonek liściowy jest mniej lub bardziej owłosiony i ma 1,5–3,5 cm długości.
KwiatySą pojedyncze lub zebrane w parach. Pojawiają się na szczytach pędów. Mają żółtą barwę. Dorastają do 6–13 mm średnicy. Mają 5 walnych działek kielicha, które mają białawe włoski i dorastają do 2 mm długości. Mają 5 owalnych lub eliptycznie owalnych płatków o długości 3–8 mm.
OwoceNagie niełupki o odwrotnie jajowatym kształcie i długości 1–2 mm. Tworzą owoc zbiorowy – wieloniełupkę o jajowatym kształcie i dorastającą do 2–4 mm długości.

## Biologia i ekologia
Rośnie na łąkach i trawiastych zboczach. Występuje na wysokości od 2100 do 4700 m n.p.m. Kwitnie od maja do sierpnia. Preferuje stanowiska w pełnym nasłonecznieniu. Dobrze rośnie na wilgotnym, żyznym i dobrze przepuszczalnym podłożu. 

## Zmienność
W obrębie tego gatunku wyróżniono jedną odmianę:
- Ranunculus brotherusii var. tanguticus (Maxim.) Tamura